# 黃朝生
黃朝生（1904年—1947年），臺灣醫師與政治人物，1946年當選第一屆臺北市參議員，二二八事件後遭國民黨政府殺害。

## 背景
黃朝生是臺南下營人，畢業於臺中州立臺中第一中學校，就讀臺灣總督府臺北醫學專門學校（今國立臺灣大學醫學院）時寄宿在學長蔣渭水所開設的大安醫院樓上，與其相熟，並加入臺灣文化協會。畢業後，進臺北紅十字醫院（今臺北市立中興醫院）任職，後來回臺南州曾文郡下營開業，1936年遷居臺北市開業。蔣渭水過世後，曾發起募款以繼續經營大安醫院，時常參與義診。
黃朝生於日治時期就曾參與抗日活動而遭日人逮捕，戰後經常與朋友闊論時政、關心時事，與王添燈、王萬得、楊元丁、蔣渭川、張邦傑等人組成「台灣民眾協會」，後來改組成立「臺灣省政治建設協會」，曾任常務理事兼財政組長，1946年3月在臺北市延平區參選市參議員，並以最高票當選。
黃朝生的妻子陳招治為戰後「臺北市立初級女子商科職業學校」第一任校長，該校於1946改組為「臺北市立女子初級中學」，現為臺北市立金華國民中學。

## 二二八遇難
1947年二二八事件爆發後，黃朝生曾和家人協助多位任教其妻中學的外省籍老師，躲藏到他們的親友住處。黃朝生也擔任「二二八事件處理委員會」委員，負責維護治安；同時呼籲市民：不應見外省人就打，要反對的是政府的貪污和腐化，並盼望用民主的方式來解決紛爭。3月2日被推為六名代表之一，前往軍法處調查緝煙的兇手是否確已羈押。3月3日改組擴充的處理委員會於中山堂召開首次會議，會中商定軍隊於下午6時撤回軍營，地方治安由憲警和學生青年組織治安服務隊維持。3月5日，宣傳組開會擬派王添燈、陳逸松、黃朝生、吳春霖等四名代表赴南京向中央陳情說明事件真相。
3月8日，中華民國國軍整編第21師等陸軍與憲兵部隊一萬三千人自上海抵臺展開鎮壓。3月10日，陳儀宣布「二二八處理委員會」為非法組織而命令解散。3月12日，臺灣省行政長官陳儀呈報蔣中正一份「辦理人犯姓名調查表」，列舉要犯二十人，黃朝生名列其中。同日遭國民黨政府逮捕，從此失蹤一去未回。陳儀於4月18日發布「二二八事件首謀叛亂在逃主犯名冊」者共30名，黃朝生再名列其中，但他與多位議員在被通緝前早已被殺害，屍首亦下落不明。
閩台監察使楊亮功在「二二八事變奉命查辦之經過」中報告稱詢問陳儀部屬臺灣警備總部參謀長柯遠芬時，證實黃朝生等已遭私自處決，證實一些只想調停衝突，從未參加任何暴力行動的臺籍菁英也在這時期遭濫殺。